# Jürgensberg
Der Jürgensberg ist mit 619,2 m ü. NHN der höchste Berg im Westteil der Saalhauser Berge. Zum Sauerland gehörend befindet er sich bei Burbecke im Kreis Olpe in Nordrhein-Westfalen; sein Gipfel zählt zum Stadtgebiet von Lennestadt (Kreis Olpe).

## Geographie

### Lage
Der Jürgensberg erhebt sich im Westteil der Saalhauser Berge und gehört zum Nordwestteil des Naturparks Sauerland-Rothaargebirge. Der Gipfel des im Nordosten vom Kreis Olpe in Nachbarschaft zum Hochsauerlandkreis in den Gebieten von Lennestadt und Schmallenberg gelegenen Bergs liegt 2,5 km südsüdwestlich von Brenschede (Lennestadt), 3,5 km südwestlich von Bracht (Schmallenberg), 2,7 km nordnordwestlich von Gleierbrück, 3,1 km nordnordöstlich von Langenei und 1,8 km südöstlich von Burbecke (alle Lennestadt). Nahe dem Berg gelegene Weiler und Höfe sind: Hebbecke (Schmallenberg) im Nordnordosten und Stöppel (Lennestadt) im Südsüdwesten.
Auf der Südflanke des bewaldeten Jürgensbergs entspringt der Stuhlmecker Siepen, dessen Wasser durch den südwärts verlaufenden Gleierbach, der den Berg östlich passiert und dessen Tal zum höheren Ostteil der Saalhauser Berge überleitet, in die Lenne fließt. Auf der Westflanke entspringen, jeweils nordwestwärts fließend, der Huchslacher Siepen und der Hamecker Siepen (Hameker Siepen), deren Wasser durch die Burbecke dem Elspebach zustreben.
Der östliche Nachbarberg des Jürgensbergs ist der jenseits des Gleierbachtals gelegene Hohe Lehnberg. Wenige Meter südsüdwestlich des Jürgensberggipfels liegt ein trigonometrischer Punkt (618,9 m).

### Naturräumliche Zuordnung
Der Jürgensberg gehört in der naturräumlichen Haupteinheitengruppe Süderbergland (Nr. 33), in der Haupteinheit Südsauerländer Bergland (3362) und in der Untereinheit Südsauerländer Rothaarvorhöhen (3362.5) zum Naturraum Oberlennebergland (3362.52).

## Schutzgebiete
An der Südflanke des Jürgensbergs liegt das 2005 gegründete und 56,13 ha große Naturschutzgebiet Rümperholz (CDDA-Nr. 378273), das ostwärts in das 2008 gegründete und 12,78 ha große Naturschutzgebiet Ringesbach- und oberes Gleierbachtal (CDDA-Nr. 389875) übergeht. Auf dem Berg erstrecken sich Teile der Landschaftsschutzgebiete Elsper Senke-Lennebergland (Typ A) (CDDA-Nr. 555555270; 2006 ausgewiesen; 71,9952 km²) im Süden und Rothaargebirge (Hochsauerlandkreis-Teilfläche 1) (CDDA-Nr. 555555133; 1984; 140,3369 km²) im Norden.

## Wandern und Windkraft
Der Jürgensberg ist vom Friedrich-Wilhelm-Grimme-Weg des Sauerländischen Gebirgsvereins erschlossen, der etwa 180 m westlich am Gipfel vorbeiführt. Etwas südwestlich der Bergkuppe stehen auf dem Kamm der Saalhauser Berge, unter anderem auf dem Hamberg, vier Windkraftanlagen.